# Saint Dominic's Preview
Saint Dominic's Preview är ett musikalbum av Van Morrison som lanserades 1972 på Warner Bros. Records. Det var ett av hans kommersiellt framgångsrikaste album, och hans högsta listplacering på Billboards albumlista fram till han släppte albumet Keep It Simple 2008. Albumets öppningsspår "Jackie Wilson Said (I'm in Heaven When You Smile)" släpptes som singel och nådde #61 på Billboard Hot 100. Den var en blandning av soulmusik och folkmusik och en hyllning till en av Morrisons inspirationskällor, Jackie Wilson. Den långa kompositionen "Listen to the Lion" spelades först in för albumet Moondance, men användes inte på skivan. På inspelningen finns mer korta fraser än så mycket text, och Morrison ryter på olika sätt likt ett lejon och sjunger frasen "listen to the lion!". Den tillhör hans mest hyllade inspelningar.

## Låtlista
1. "Jackie Wilson Said (I'm in Heaven When You Smile)" – 2:57
2. "Gypsy" – 4:36
3. "I Will Be There" – 3:01
4. "Listen to the Lion" – 11:07
5. "Saint Dominic's Preview" – 6:23
6. "Redwood Tree" – 3:03
7. "Almost Independence Day" – 10:05

## Listplaceringar
- Billboard 200, USA: #15[1]